# Ponderano
Ponderano – miejscowość i gmina we Włoszech, w regionie Piemont, w prowincji Biella.
Według danych na styczeń 2009 gminę zamieszkiwało 4035 osób przy gęstości zaludnienia 576,4 os./1 km².